# Пар (альбом)
Пар — мини-альбом российской группы 25/17, выпущенный в 2015 году.

## Критика
Альбом получил положительную оценку от Алексея Мажаева (4 из 5 на портале InterMedia). Им была отмечена появившаяся в текстах самоирония, граничащая с самобичеванием. Наименее «вразумительной» песней критик назвал «Каток» — по его мнению, здесь текст был принесён в ущерб музыке. Также критик обратил внимание на то, что музыкантам необходимо уделять чуть больше внимания фонетической составляющей своих текстов.

## Список композиций
| №                   | Название            | Длительность |
| ------------------- | ------------------- | ------------ |
| 1.                  | «Торт»              | 3:34         |
| 2.                  | «Каток»             | 3:26         |
| 3.                  | «Людмила»           | 2:20         |
| 4.                  | «Пар»               | 4:12         |
| 5.                  | «Свет»              | 2:17         |
| Общая длительность: | Общая длительность: | 15:49        |